# Kościół Niepokalanego Serca Najświętszej Maryi Panny w Tarnowie
Kościół Niepokalanego Serca Najświętszej Maryi Panny – rzymskokatolicki kościół parafialny należący do dekanatu Tarnów Południe diecezji tarnowskiej. Znajduje się w tarnowskiej dzielnicy Klikowa.
Jest to świątynia zbudowana w latach 1948–1950 według projektu architekta Adolfa Szyszko-Bohusza. W 1950 roku została poświęcona, natomiast w 1951 roku biskup tarnowski Jan Stepa erygował przy niej parafię. 
Budowla jest murowana, wzniesiona z cegły, trzynawowa, posiadająca prezbiterium zamknięte trójbocznie, po bokach którego są umieszczone zakrystia i kaplica. Przy nawie od frontu znajduje się wieża w dolnej części czworokątna, przechodząca w ośmiokąt, zakończona nadwieszaną izbicą drewnianą i nakryta neobarokowym baniastym dachem hełmowym. Na zewnątrz ściany korpusu nawowego są rozczłonkowane półkoliście zamkniętymi arkadami przyściennymi. Świątynię nakryta jest dachem dwuspadowym, złożonym z dachówki ceramicznej, na dachu znajduje się wieżyczka na sygnaturkę. Wnętrze nakrywają sklepienia o konstrukcji żelbetowej, w korpusie nawowym w kształcie gwiaździstym, podparte czworokątnymi filarami umieszczonymi po przekątnej. Polichromia figuralna i ornamentalna wnętrza autorstwa Łukasza Karwowskiego powstała w 1966 roku.